# Pseudococcus sparsus
Pseudococcus sparsus är en insektsart som beskrevs av Mckenzie 1962. Pseudococcus sparsus ingår i släktet Pseudococcus och familjen ullsköldlöss. Inga underarter finns listade i Catalogue of Life.